# Liste der Monuments historiques in Saint-Julien-sous-les-Côtes
Die Liste der Monuments historiques in Saint-Julien-sous-les-Côtes führt die Monuments historiques in der französischen Gemeinde Saint-Julien-sous-les-Côtes auf.

## Liste der Objekte
| Bezeichnung               | Beschreibung                                          | Standort                       | Kennzeichnung | Schutzstatus | Datum | Bild |
| ------------------------- | ----------------------------------------------------- | ------------------------------ | ------------- | ------------ | ----- | ---- |
| Kelch und Patene          | Silber, vergoldet, zweite Hälfte des 18. Jahrhunderts | in der Kirche St-Julien (Lage) | PM55001354    | Classé       | 2000  |      |
| Skulptur Madonna mit Kind | Stein, 16. Jahrhundert                                | in der Kirche St-Julien (Lage) | PM55002280    | Inscrit      | 1995  |      |
| Uhrwerk                   | aus dem 18. Jahrhundert                               | in der Kirche St-Julien (Lage) | PM55001319    | Classé       | 2000  |      |